# Llei de Bradford
La Llei de Bradford o Llei de dispersió de la literatura científicia és una llei bibliomètrica, enunciada per Samuel C. Bradford l'any 1934, amb la que es pretén trobar la distribució d'articles sobre un tema dins la literatura científica. Bradford diu que si es disposen les revistes científiques en ordre decreixent segons la seva producció d'articles sobre un tema, s'observa que es poden fer diferents grups. Un primer grup, anomenat "nucli", on hi ha les revistas que publiquen més sobre el tema en qüestió, i altres grups o "zones" que contenen aproximadament el mateix nombre d'articles que el nucli, amb la particularitat que el nombre de revistes en el nucli i en les successives zones es presenta amb la relació 1:n:n².
En moltes disciplines aquest patró es denomina distribució de Pareto. A manera d'exemple, suposem que un investigador a l'hora de cercar informació segueix principalment un conjunt de 5 títols de revistes. Aquest seria el seu nucli de Bradford. Suposem a més que en un mes hi hagi 12 articles d'interès en aquestes revistes. I suposem també que per trobar una altra dotzena d'articles d'interès, l'investigador hagués d'accedir a unes altres 10 publicacions. Llavors per a aquest investigador el seu "multiplicador de Bradford" seria 10:5=2. O sigui, per a cada dotzena addicional d'articles, aquest investigador necessitaria veure 2 vegades més el nombre de revistes addicionals. És a dir, per a cada dotzena d'articles més hauria d'anar llegint grups de 5, 10, 20, 40, ... revistes. La majoria dels científics ràpidament s'adonen que hi ha poc de nou una vegada se surt del nucli.
Diferents investigadors tenen diferents nombres de publicacions de nucli, i diferents multiplicadors de Bradford. Però el model calça bastant bé en diferents matèries, i funciona també com a model general d'interaccions humanes en sistemes socials. Tal com li passa a la llei de Zipf, amb la qual es relaciona, manca una bona explicació de per què funciona. Malgrat això, aquest coneixement és útil per exemple per als bibliotecaris. Funciona al comprovar que per a cada especialitat és suficient identificar les seves "publicacions nucli" i subscriure només aquestes. Rares vegades els investigadors necessitaran sortir d'aquest conjunt.
Armat amb aquesta idea i inspirat pel famós article de Vannevar Bush As We May Think, Eugene Garfield del Institute for Scientific Information als anys 60 va desenvolupar un índex comprehensiu de com el pensament científic es propaga. El seu Science Citation Index (SCI) tenia l'efecte de facilitar la identificació de quins autors publicaven els articles que se citaven més i a quines revistes apareixien. La qual cosa va posar al descobert quelcom no esperat. Va resultar que unes poques revistes, tals com Nature i Science, serien nucli per a totes les ciències dures. El mateix patró no ocorre amb les humanitats o ciències socials, possiblement a causa que la veritat objectiva sigui més difícil d'establir o més difusa en aquestes altres branques del coneixement, i més encara en el format de les revistes de publicació periòdica.
El resultat d'això és una pressió per publicar en les millors revistes científiques, i pressió a les universitats per assegurar l'accés al nucli de les revistes.
La llei de Bradford es coneix també com la llei de dispersió de la literatura científica de Bradford i distribució de Bradford. Aquesta llei de distribució en bibliometria es pot aplicar a la xarxa World Wide Web.